# Boxerfilm
Ein Boxerfilm oder Boxfilm ist ein Film, der seine Hauptthematik im Bereich des Boxkampfes hat. Er kann als Biopic das Leben berühmter Boxsportler nachzeichnen, als Sportfilm sein Augenmerk auf die Faszination des Kampfes legen oder den Boxsport als dramaturgische Klammer für Kriminal- oder Melodramhandlungen verwenden.

## Geschichte
Die Aggressivität und Körperlichkeit des Boxens hatte schon vor der seiner filmischen Beachtung eine starke Anziehungskraft, die es zu Attraktionen auf Rummelplätzen machte. Auch die Vorläufer des Films fanden zwischen Schaubuden und Karussells ihr erstes Publikum.
Bereits in den frühen Slapstick-Filmen wurde der Boxsport eingesetzt, um aus einem Kampfgeschehen komische Situationen für den Helden zu erzeugen, etwa für Charles Chaplin als tänzelnden Underdog in Lichter der Großstadt (1931) oder für Buster Keaton als seine Männlichkeit beweisender Weichling in Der Killer von Alabama (1926). Der Boxsport, konnotiert mit Motiven von Halbwelt und hartem Großstadtleben, diente in vielen Gangsterfilmen und im Film noir als handlungstragendes Element, zum Beispiel in Robert Siodmaks Rächer der Unterwelt (1946) oder Stanley Kubricks Der Tiger von New York (1955).
Ernsthafte Versuche, den Boxerfilm als eigenständiges Genre zu etablieren, gab es Ende der 1940er Jahre. Diese zumeist billig produzierten Filme wie etwa Killer McCoy (Roy Rowland, 1947) oder Der einsame Champion (John Sturges, 1950) übernahmen Motive aus dem Kriminalfilm und aus dem Western, ohne jedoch deren Schauwerte zu erreichen. Raoul Walsh drehte 1942 den Film Der freche Kavalier über das Leben von James J. Corbett und inszenierte analog zu Corbetts Kampfstil den Film als leichtfüßige und elegante Studie über den Gentleman-Boxer.
Die mediale Durchdringung des Boxsports in der zweiten Hälfte des 20. Jahrhunderts machte Boxsportler zu Stars im Blickfeld der Öffentlichkeit und zu kassenträchtigen Objekten filmischer Betrachtung. So stellte Paul Newman 1956 in Die Hölle ist in mir unter der Regie von Robert Wise den populären Boxer Rocky Graziano dar. Neben dem Fernsehen diente der überhöhenden Öffentlichkeitsbetrachtung von Muhammad Ali vor allem die Kino-Dokumentarfilme Muhammad Ali, the Greatest (William Klein, 1969) und When We Were Kings - Einst waren wir Könige (Leon Gast und Taylor Hackford, 1996). Im Biopic Ali (Michael Mann, 2002) stellte Will Smith den Boxer dar. Muhammad Ali selbst war sich der Wechselwirkung von Sport und medialer Aufarbeitung bewusst und betitelte seine Kämpfe im Stil von Hollywood-Blockbustern (Thrilla in Manila und Rumble in the Jungle).
Explizit auf Alis Karriere wird in Rocky (John G. Avildsen, 1976) Bezug genommen, karikiert in der Figur des Apollo Creed (Carl Weathers). Sylvester Stallone verkörperte seinen Widersacher und führte die Figur des Rocky Balboa in den Folgefilmen zu großer Popularität, indem er in ihr Aufrichtigkeit und Beharrungsvermögen mit Sensibilität paarte. Einen gänzlich anderen Ansatz als Avildsen mit seiner weitgehend realistischen Darstellung und seine Farbdramaturgie in den amerikanischen Nationalfarben verfolgte Martin Scorsese in Wie ein wilder Stier (1980). Scorsese inszeniert die Lebensgeschichte von Jake LaMotta als Passionsweg in stilisierten, oftmals durch filmische Mittel wie Gegenlichtaufnahmen, Zeitlupe und überhöhten Ton verfremdeten und der Realität enthobenen Schwarz-Weiß-Bildern.
In jüngster Zeit ist im Boxerfilm eine Tendenz zu erkennen, mit seinen Konventionen als männlich dominierter Gattung zu brechen und weibliche Boxerinnen in den Vordergrund zu stellen, etwa in Karyn Kusamas Girlfight – Auf eigene Faust (2000) und Clint Eastwoods Million Dollar Baby (2004).

## Inhalte und Motive
Als Möglichkeit rasch Geld zu erwerben dient das Boxen im Film oft als Anstoß für Helden aus der Unterschicht, ihre soziale Situation zu verbessern. Der Kampf eines körperlich unterlegenen Helden gegen einen zunächst unbezwingbar scheinenden Gegner dient als Identifikationsstruktur für den Zuschauer. Standardsituationen des Boxerfilms sind zum Beispiel verbotene Absprachen über den Kampfausgang oder die Inszenierung langer Vorbereitungsphasen auf Boxkämpfe. Der finale Titelkampf zum Ende des Films dient dann oft als dramatischer Höhepunkt für Boxerfilme, vergleichbar mit dem Showdown im Western.